# 이기영 (배우)
이기영(1963년 8월 26일 ~ )은 대한민국의 배우이다.

## 생애
1984년 연극 《리어 왕》으로 연극배우 데뷔하였고, 이후 《머나먼 쏭바강》으로 TV 드라마에 데뷔했다.

## 학력
- 경신고등학교 졸업
- 서울예술전문대학 연극학과 중퇴

## 출연작

### MBC
- 1988년 MBC 미니시리즈 《인간시장》
- 1995년 MBC 미니시리즈 《연애의 기초》
- 2004년 MBC 단막극 《MBC 베스트극장 - 안녕, 클레멘타인》 ... 이성복 역
- 2004년 MBC 미니시리즈 《황태자의 첫사랑》 ... 클럽 줄라이 타히티 리조트 촌장 캐빈 역
- 2005년 MBC 미니시리즈 《신입사원》 ... 구본철 부장 역
- 2005년 MBC 주말특별기획 《제5공화국》 ... 특전사 제3공수특전여단장 최세창 장군 역
- 2007년 MBC 미니시리즈 《뉴하트》 ... 순환기 내과 김정길 과장 역
- 2007년 MBC 미니시리즈 《궁S》 ... 전 황위대 소속 조상기 역
- 2007년 MBC 미니시리즈 《개와 늑대의 시간》 ... 강중호 역
- 2009년 MBC 미니시리즈 《돌아온 일지매》 ... 박비수 역
- 2011년 MBC 특별기획드라마 《짝패》 ... 왕두령 역
- 2011년 MBC 미니시리즈 《로열 패밀리》 ... 강일식 역
- 2012년 MBC 미니시리즈 《골든타임》 ... 세중병원 정형외과 황세헌 과장 역
- 2013년 MBC 미니시리즈 《여왕의 교실》 ... 교감 송용만 역
- 2013년 MBC 일일연속사극 《제왕의 딸 수백향》 ... 개로왕 역(특별출연)
- 2014년 MBC 수목드라마 《내 생애 봄날》 ... 송병길 역
- 2017년 MBC 월화드라마 《왕은 사랑한다》 … 은영백 역
- 2022년 MBC 금토드라마 《빅마우스》 ... 고기광 역

### KBS
- 1995년 KBS 설날특집극 《인연이란》
- 1996년 KBS 미니시리즈 《슈팅》 ... 표왕수 건달 선배 역
- 2002년 KBS2 특별기획드라마 《태양인 이제마》 ... 김기석 역
- 2003년 KBS2 단막극 《드라마시티 - 쥐덫》
- 2005년 KBS2 미니시리즈 《황금사과》 ... 홍연 부 역
- 2011년 KBS2 미니시리즈 《영광의 재인》 ... 김인배 역
- 2013년 KBS1 저녁일일극 《지성이면 감천》 ... 최진사 역
- 2014년 KBS2 특별기획드라마 《왕의 얼굴》 ... 윤선도 역
- 2015년 KBS2 수목드라마 《복면검사》 ... 강중호 역

### SBS
- 1993년 SBS 미니시리즈 《머나먼 쏭바강》 ... 이해일 상병 역
- 1996년 SBS 대하드라마 《임꺽정》 ... 배돌석 역
- 1998년 SBS 미니시리즈 《백야 3.98》 ... 장백호 부대원 최득구 역
- 2002년 SBS 주말특별기획 《유리구두》 ... 조폭 보스 인수 역
- 2003년 SBS 주말특별기획 《천년지애》 ... 춘추 역
- 2004년 SBS 미니시리즈 《2004 인간시장》 ... 황화수 역
- 2005년 SBS 아침연속극 《이브의 화원》 ... 오동구 역
- 2008년 SBS 미니시리즈 《타짜》 ... 지리산 작두 강대호 역
- 2008년 SBS 미니시리즈 《도쿄 여우비》 ... 천만희 역
- 2008년 SBS 미니시리즈 《식객》 ... 마쓰모토 주니치 회장 역
- 2006년 SBS 드라마스페셜 《연인》 ... 상택 역
- 2009년 SBS 미니시리즈 《드림》 ... 트레이너 박병삼 역
- 2010년 SBS 드라마스페셜 《산부인과》 ... 주임과장 역
- 2010년 SBS 대하드라마 《자이언트》 ... 민홍기 국장 역
- 2012년 SBS 미니시리즈 《샐러리맨 초한지》 ... 박범증 역
- 2012년 SBS 드라마스페셜 《유령》 ... 임치연 역
- 2013년 SBS 주말특별기획 《돈의 화신》 ... 권재규 역
- 2013년 SBS 시네드라마 《낯선 사람》 ... 국가정보원 간부 역 (특별출연)
- 2014년 SBS 드라마스페셜 《너희들은 포위됐다》 ... 신지일 역
- 2014년 SBS 월화드라마 《펀치》 ... 이태섭 역
- 2015년 SBS 2부작 특집드라마 《인생추적자 이재구》 ... 이성식 역
- 2015년 SBS 월화드라마 《미세스 캅》 ... 염상민 역
- 2016년 SBS 월화드라마 《대박》 ... 김일경 역
- 2017년 SBS 드라마스페셜 《당신이 잠든 사이에》 ... 박대영 역
- 2018년 SBS 월화드라마 《기름진 멜로》 ... 단승기 역
- 2019년 SBS 금토드라마 《열혈사제》 ... 국정원장 역
- 2019년 SBS 금토드라마 《배가본드》 ... 강주철 역
- 2022년 SBS 월화드라마 《사내 맞선》 ... 진 회장 역 (특별출연)
- 2023년 SBS 금토드라마 《법쩐》 ... 오창현 역

### 타방송사
- 2006년 MBC every1 《추리다큐 별순검》 … 강웅비 역
- 2010년 E채널 오리지널 드라마 《비밀기방 앙심정》 … 강승원 역
- 2015년 OCN 일요드라마 《귀신 보는 형사 처용 2》 … 최연석 경감 역
- 2016년 E채널 일요드라마 《라이더스 : 내일을 잡아라》
- 2017년 tvN 월화드라마 《아르곤》 … HBC 사장 역
- 2018년 TV조선 주말드라마 《대군 - 사랑을 그리다》 … 성억 역
- 2019년 tvN 월화드라마 《60일, 지정생존자》 … 은희정 역
- 2019년 TV조선 주말드라마 《간택 - 여인들의 전쟁》 … 강이수 역
- 2021년 Netflix 《무브 투 헤븐 : 나는 유품정리사입니다》 … 정수현의 아버지 역
- 2021년 OCN 토일드라마 《키마이라》 … 서현태 역
- 2021년 tvN 금토드라마 《해피니스》 … 제약사 회장 역
- 2022년 ENA 수목드라마 《이상한 변호사 우영우》 … 류명하 부장판사 역

### 영화
- 1995년 《테러리스트》 ... 춘우 역
- 1996년 《귀천도》 ... 무네모리 역
- 1998년 《조용한 가족》 ... 해결사 역
- 1998년 《퇴마록》 ... 민 형사 역
- 2000년 《반칙왕》 ... 상필 역
- 2001년 《흑수선》 ... 양달수 역
- 2002년 《몽중인》
- 2002년 《가문의 영광》 ... 상팔 역
- 2003년 《내츄럴 시티》 ... 지배인 역(우정출연)
- 2005년 《말아톤》 ... 코치 정욱 역
- 2005년 《달콤한 인생》 ... 오무성 역
- 2006년 《사랑따윈 필요없어》 ... 광수 역
- 2006년 《마이 캡틴 김대출》 ... 노 형사 역
- 2007년 《수》 ... 남달구 역
- 2007년 《뷰티풀 선데이》 ... 이기철 역
- 2008년 《소년은 울지 않는다》 ... 도철 역
- 2008년 《바보》 ... 재진 역
- 2012년 《비정한 도시》 ... 변사채 역
- 2014년 《설계》 ... 인호 역
- 2014년 《개를 훔치는 완벽한 방법》 ... 박 이사 역
- 2018년 《마녀》 ... 이 수석 역
- 2021년 《낙원의 밤》 ... 쿠토 역
- 2023년 《귀공자》

### 종료
- 2016년 MBC 《마이 리틀 텔레비전》 - 게스트

### 광고
- SK텔레콤 T전화 T114

| 연고   | 시상식                     | 부문        | 작품   | 결과 |
| ------ | -------------------------- | ----------- | ------ | ---- |
| 2005년 | 제 13 회 춘사 영화상       | 남우 조연상 | 말아톤 | 후보 |
| 2005년 | 제 4 회 대한민국 영화 대상 | 남우 조연상 | 말아톤 | 후보 |
| 2005년 | 제 42 회 대종상 영화제     | 남우 조연상 | 말아톤 | 후보 |